# Morkullberget
Morkullberget är ett naturreservat i Hedemora kommun i Dalarnas län.
Området är naturskyddat sedan 2011 och är 7 hektar stort. Reservatet ligger i nära anslutning till naturreservatet Älgsjöberget och är ett skogsområde.